# Andrzej (Uchtomski)
Andrzej, imię świeckie Aleksandr Aleksiejewicz książę Uchtomski (ur. 14 grudnia?/26 grudnia 1872 w Wosłomie, zm. 4 września 1937 w Jarosławiu) – rosyjski biskup prawosławny, misjonarz, jeden z twórców Cerkwi katakumbowej.

## Życiorys
Od 1887 do 1891 należał do Korpusu Kadetów. Pod wpływem spotkań z Janem Kronsztadzkim, lektury pism św. Augustyna, a także osobistych niepowodzeń wstąpił do Moskiewskiej Akademii Duchownej, którą ukończył w 1895 z tytułem kandydata nauk teologicznych. Szczególny wpływ na niego wywarł w tym czasie inspektor Akademii, archimandryta Antoni (Chrapowicki), który przekazywał Aleksandrowi Uchtomskiemu swoją koncepcję Cerkwi niezależnej od państwa, zarządzanej przez patriarchę i Sobory Lokalne. W roku ukończenia uczelni Uchtomski został wykładowcą języka rosyjskiego i języka cerkiewnosłowiańskiego w szkole duchownej w Kazaniu. 2 grudnia tego samego roku złożył wieczyste śluby mnisze przed archimandrytą Antonim, przyjmując imię Andrzej. 5 grudnia 1895 został hierodiakonem, zaś następnego dnia – hieromnichem.
W 1897 został skierowany jako inspektor do pracy w Aleksandrowskim misyjnym seminarium duchownym w Ardonie na Kaukazie. Od 1899 był kierownikiem kursów misjonarskich przy eparchii kazańskiej oraz przełożonym monasteru Przemienienia Pańskiego w Kazaniu, otrzymując równocześnie godność archimandryty. 4 października 1907, na podstawie otrzymanej 3 września nominacji, odbyła się chirotonia biskupia archimandryty Andrzeja, który został wikariuszem eparchii kazańskiej z tytułem biskupa mamadyskiego; jako główny konsekrator wziął w niej udział arcybiskup kazański Dymitr (Sambikin). Jego zadaniem była odtąd koordynacja całej pracy misyjnej prowadzonej przez eparchię wśród wyznawców islamu i judaizmu, toczonej dotąd ze zmiennym powodzeniem (znaczna część przyjmujących chrzest szybko porzucała chrześcijaństwo). 25 lipca 1911 został biskupem suchumskim, czego się nie spodziewał i co bardzo źle przyjął. W Suchumi kontynuował swoją pracę misyjną w ramach Misji Zakaukaskiej.
22 grudnia 1913 objął zarząd eparchii ufijskiej i mienzielińskiej. Na terenie eparchii rozwinął szeroką działalność charytatywną, otwierając przytułki dla sierot i inwalidów, organizując szkoły. Sympatyzował z ideami słowianofilstwa. Kontynuował również działalność misyjną, którą łączył z działaniami na rzecz rusyfikowania nierosyjskich narodów zamieszkujących region. Na łamach prasy przedstawiał swoje koncepcje działania Cerkwi nie jako części państwa, lecz odrębnej instytucji. W 1917 ze zrozumieniem odniósł się do rewolucji lutowej i jako jeden z nielicznych hierarchów Rosyjskiego Kościoła Prawosławnego poparł rozdział państwa i Kościoła.
Dzięki poparciu Władimira Lwowa i Michaiła Rodzianki był jednym z kandydatów do objęcia godności metropolity piotrogrodzkiego po odsunięciu od tejże godności Pitirima (Oknowa). W głosowaniu duchowieństwa i świeckich eparchii najwięcej głosów otrzymał jednak jej dotychczasowy biskup pomocniczy Beniamin (Kazanski). Uczestniczył w Soborze Lokalnym Rosyjskiego Kościoła Prawosławnego na przełomie lat 1917 i 1918. W czasie soboru działał na rzecz  pojednania między Rosyjskim Kościołem Prawosławnym a staroobrzędowcami, których tradycję i pobożność bardzo szanował.
Po rewolucji październikowej biskup Andrzej, dotąd zdecydowany krytyk socjalizmu, wystosował listy pasterskie do „wierzących bolszewików” oraz do Rosjan, którzy w poszukiwaniu właściwej drogi skłaniali się ku ideom lewicowym, w których dowodził, iż prawdziwy „socjalizm ducha” głosi chrześcijaństwo. Równocześnie popierał tworzenie Białych Armii, potępił okrucieństwa popełniane przez czerwonoarmistów, zaś w 1918 ogłosił odłączenie od Cerkwi „grabieżców cudzego mienia”. W listopadzie 1918 uczestniczył w zjeździe duchowieństwa na ziemiach kontrolowanych przez wojska adm. Aleksandra Kołczaka w Tomsku. Został wybrany członkiem Wyższego Tymczasowego Zarządu Cerkiewnego Syberii oraz naczelnym kapelanem armii Kołczaka. Od stycznia 1919 przyjął tytuł biskupa satkińskiego, ordynariusza jednowierców.
W lutym 1920 aresztowany w Nowonikołajewsku, został zwolniony w listopadzie tego samego roku po podpisaniu deklaracji lojalności wobec władz radzieckich. Aresztowany ponownie w lutym 1921, został wtrącony do więzienia na Butyrkach, przez co nie mógł objąć katedry tomskiej, na którą skierował go patriarcha Tichon. W sierpniu 1922 duchowny został zwolniony; władze radzieckie miały nadzieję, iż hierarcha poprze ruch Żywej Cerkwi. Na łamach gazety Prawda nazwał swoje uwolnienie aktem wielkoduszności władz. Tydzień po uwolnieniu zachorował na rozstrój psychiczny i leczył się w prywatnej klinice.
W 1923, gdy wbrew oczekiwaniom władz nie poparł Żywej Cerkwi, lecz stanął do niej w wyraźnej opozycji, został ponownie uwięziony i skazany na trzyletnią zsyłkę do Azji Środkowej. Na zesłaniu, za zgodą patriarchy, dokonywał tajnych postrzyżyn mniszych (m.in. Walentina Wojno-Jasienieckiego, późniejszego biskupa Łukasza). W 1924 zwrócił się do patriarchy Tichona z apelem o bardziej zdecydowaną walkę z odnowicielstwem oraz reformy organizacji parafii i eparchii, nadanie im szerszego zakresu samodzielności. Zachowywał kontakty ze staroobrzędowcami.
W 1926, po powrocie do Ufy, wypowiedział posłuszeństwo locum tenens Patriarchatu Moskiewskiego metropolicie Piotrowi (Polańskiemu), a następnie jego następcy Sergiuszowi (Stragorodskiemu), uznając obydwu za niekompetentnych dla zarządzania Patriarchatem i wyznaczonych drogą niekanonicznych procedur. W 1926 został z tego powodu, jak również z powodu kontaktów ze staroobrzędowcami, zawieszony w prawie sprawowania sakramentów, czego nie uznał. Według metropolity Manuela, historyka Cerkwi, w tym okresie przyłączył się do staroobrzędowców.
W 1927 został wezwany do Moskwy i tam aresztowany, po czym ponownie skazany na trzyletnią zsyłkę do Kazachstanu. W tym samym roku zdecydowanie skrytykował deklarację lojalności Kościoła wobec władz radzieckich wydaną przez metropolitę Sergiusza (Stragorodskiego). Na zesłaniu organizował struktury Cerkwi katakumbowej, wyświęcając dla niej duchownych. Jego zwolenników nazywano „andriejewcami”, on również ukuł termin „prawdziwie prawosławni”, którym odtąd określali się katakumbowcy. W 1928 aresztowany ponownie i skazany na trzy lata więzienia, odbył wyrok w jednoosobowej celi więzienia politycznego w Jarosławiu. Od 1931 do 1932 przebywał w Moskwie, gdzie związał się z ruchem nie wspominających, odwiedzał również świątynie staroobrzędowe. W maju 1934 aresztowany po raz kolejny, skazany na trzy lata więzienia, ponownie odbywał karę w Jarosławiu. Po upływie wyroku został w maju 1937 skazany na trzy lata obozu w Rybińsku, jednak we wrześniu tego samego roku wyrok zmieniono na karę śmierci przez rozstrzelanie. Duchowny został stracony w więzieniu w Jarosławiu.
W 1981 kanonizowany przez Rosyjski Kościół Prawosławny poza granicami Rosji. Jego nieformalny kult istnieje również w eparchiach ufijskiej i kazańskiej Rosyjskiego Kościoła Prawosławnego.